# Наставничество
О наставничестве в Википедии смотрите страницу Википедия:Наставничество.
Наста́вничество — отношения, в которых опытный или более сведущий человек помогает менее опытному или менее сведущему усвоить определенные компетенции. 
Опыт и знания наставника, относительно которых строятся отношения наставничества, могут касаться как особой профессиональной тематики, так и широкого круга вопросов личного развития. Сферы применения наставничества: адаптация молодых специалистов, услуги личного развития.
Наставником (Наставницей) называют лицо, которое передает знания и опыт.
В западной традиции такая личность называется ментор (mentor), по имени легендарного наставника сына Одиссея Телемаха. Того, кто перенимает опыт, в западной традиции называют протеже́ (protégé), apprentice (ученик в смысле средневековой цеховой системы), в 2000-е появилось слово mentee. В англоязычной литературе широко употребительным является термин mentoring, который не имеет общего устоявшегося толкования: упоминается до 50 различных определений. Из них самым употребляемым является следующая:

Менторство является процессом неформальной передачи знания, социального капитала и психологической поддержки, что воспринимаются как значимые для труда, карьеры или профессионального развития; менторство предполагает длительную неформальную коммуникацию между лицом, которое приобрело больший опыт и знания (ментором), и лицом, которое их требует (протеже).

## Историческая справка
Своими корнями практики наставничества достигают доисторических времен. В первобытных обществах юноши, которые готовились к инициации, находились под наблюдением и набирали советы специально предназначенных для этого опытных старших членов племени.
В Европе наставничество известно по крайней мере со времен Древней Греции. В античной литературе описаны практики наставничества древних персов и эллинов.
Ментор, персонаж гомеровской Одиссеи, был оставлен смотрителем на Итаке, так как из-за старости не мог воевать против Трои, сама богиня Афина воплощалась в его облике, чтобы наставить Телемаха в трудных ситуациях.
Исторически значимые системы наставничества: традиция гуру из индуизма и буддизма, старейшины или старцы из раввинского иудаизма и христианства, ученичество в средневековой цеховой системе.
В Союзе ССР наставничество распространялось в системе профессионально-технического образования и производственного обучения, с 1950-х годов приобрело характер массового движения (например, наставничество в средней школе как одна из форм методической работы, определяется как помощь опытного учителя молодому специалисту или стажёру «адаптироваться к новым условиям деятельности, закрепить ряд необходимых в этих условиях первичных умений и навыков»).
В 2010-х годах в России наметился курс на возрождение этой традиции.
В социальной работе с детьми в США применение практик наставничества упоминается с начала XX века. С 1900-х годов существует Big Brothers Big Sisters of America, объединяющая добровольцев-наставников для различных категорий детей (в конфликте с законом, сироты, дети неизлечимо больных, военных и из неполных семей).
В контексте американского движения за равные трудовые права второй половины XX века слово «ментор» и концепция карьерного наставничества вошли в обиход с другими терминами, касающимися социального капитала — такими как стеклянный потолок и бамбуковый потолок, полезные контакты (нетворкинг), ролевая модель и привратник (гейткипер), — и служат для определения и преодоления проблем представителей меньшинств в достижении социального успеха.
С 1970-х эта практика распространяется преимущественно в образовательной среде, имеет там прочные связи с движением за свободные трудовые права для женщин и меньшинств и описывается как «инновация в американском менеджменте».
Основное направление в деловой литературе приняло этот термин и концепт, провозглашая менторство путеводной звездой к успеху для всех, кто заботится о карьерном росте. Зародившись в специальной литературе в 1970-е годы, до середины 1990-х это понятие уже стало частью ежедневного словоупотребления в США, позже и в других странах.

## Техники наставничества
Поскольку наставничество направлено на развитие всей личности, в нем могут быть применены самые разнообразные техники, чтобы дать надлежащий результат. Исследование 1995 года, которое касалось применяемых в бизнесе техник наставничества, выявило пять наиболее общих:
1. Сопровождение: наставник выполняет учебные задачи вместе с тем, кто учится.
2. Посев: техника, которая применяется для подготовки ученика к изменениям. Сказанное наставником может быть непонятным с первого взгляда, однако раскрывает свое значение и ценность, когда ситуация потребует определенного знания или умения.
3. Катализация: в моменты, когда изменения достигают критического уровня, обучение может углубиться. Наставник может погрузить ученика просто в водоворот изменений, провоцируя новый способ мышления, изменения в идентичности и/или перестройку жизненных ценностей.
4. Демонстрация: способ объяснения непонятного собственным примером, показом своих умений. Наставник показывает то, о чем говорит, показывает собственным поведением.
5. Сбор урожая: применяется для замечания, осознание достижений, подведение итогов. В этом случае наставник задает вопрос: «Чему ты научился?», «Насколько это полезно?»

Различные техники могут быть использованы в зависимости от ситуации, типа мышления ученика.
Истоки современных техник можно проследить в античных системах педагогики, от Сократового метода сбора урожая до метода сопровождения в обучении, который применяли странствующие плотники времён Средневековья.

## Модели наставничества в медицине
В 2020 году Министерством здравоохранения России на обсуждение медицинскому сообществу был представлен проект методических рекомендаций по организации наставничества в учреждениях здравоохранения. Однако аналитики отмечают что наставничество в документах рассматривается только в отношении молодого специалиста, таким образом, другие категории медицинских работников, которым может потребоваться помощь наставников, не попадают в поле зрения и остаются вне нормативно-правового регулирования по вопросам наставничества.

## Модели наставничества в образовании
В 2019 году Министерство просвещения России утвердило методологию наставничества обучающихся для организаций, осуществляющих образовательную деятельность. Наставничество в образовании осуществляются по нескольким направлениям: «ученик — ученик», «учитель — учитель», «студент — ученик»,
«работодатель — ученик», «работодатель — студент». Программы наставничества в образовании реализуются в нескольких субъектах России.